# Tytthaspis
Tytthaspis är ett släkte av skalbaggar som beskrevs av George Robert Crotch 1874. Tytthaspis ingår i familjen nyckelpigor.
Släktet innehåller bara arten Tytthaspis sedecimpunctata.

## Bildgalleri

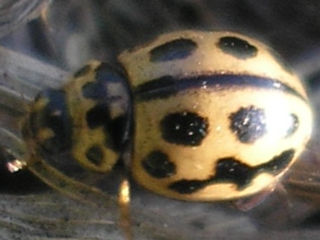